# پروتکل بزرگان صهیون
پروتکل بزرگان صهیون یا پروتکل بزرگان یهود سندی جعلی و یهود ستیزانه است که مقصود از نگارش آن، ترسیم کردن یهودیان به عنوان توطئه‌گران در سطح جهانی است. این کتاب در ۲۴ فصل یا پروتکل، که خلاصه مذاکرات ملاقات‌های رهبران یهودی است، به «نقشه‌های پنهانی یهودیان» برای حکومت بر جهان از طریق دخل و تصرف در اقتصاد، کنترل رسانه‌های همگانی و دامن‌زدن به اختلافات مذهبی پرداخته‌است. مدرکی قانع کننده وجود دارد که «پروتکل» جعلی و سرقت ادبی است.

## تاریخچه
«پروتکل بزرگان صهیون» یا «پروتکل بزرگان یهود»، اثری یهودستیزانه در عصر مدرن است که به طرز وسیعی توزیع شده‌است. امروزه نیز ادعاهای این کتاب درباره یهودیان همچنان بویژه از طریق اینترنت پخش می‌شود.

### خاستگاه اثر
طنزپرداز سیاسی فرانسوی موریس ژولی کتاب گفتگوی ماکیاولی و مونتسکیو در دوزخ را در سال ۱۸۶۴ نگاشت. هرچند در این کتاب اشاره‌ای به یهودیان نمی‌شود. بعدها اکثر مطالب «پروتکل» بر اساس ایده‌های موجود در این کتاب جعل می‌شود. در سال ۱۸۶۸ نویسنده پروسی هرمان گودشه رمان «بیاریتز» را منتشر می‌سازد. در این رمان ۱۲ طایفه اسرائیلی مخفیانه با یکدیگر در گورستان یهودیان در پراگ دیدار می‌کنند. کتاب گودشه بمانند اثر ژولی حاوی مطالبی است که در جعل «پروتکل» مورد استفاده قرار گرفته‌است. هر چند که خاستگاه اصلی «پروتکل»" همچنان مورد اختلاف نظر است، اما به احتمال زیاد به دستور رئیس شعبه پلیس مخفی روسیه در پاریس، پیوتر راچوفسکی جعل شده‌است. در سال ۱۹۰۳، بخش‌هایی از «پروتکل بزرگان صهیون» در یک روزنامه روسی به نام «پرچم» به صورت پاورقی منتشر شد. اما آن نسخه از «پروتکل» که باقی‌مانده و به چندین زبان ترجمه شده، ابتدا در سال ۱۹۰۵ به عنوان ضمیمه کتاب «بزرگان در حقیران: ظهور دجال و حکومت شیطان بر زمین»، به قلم نویسنده روسی، سرگئی نیلوس در روسیه منتشر شد.

روی‌جلد ترجمه کتاب پروتکل بزرگان صهیون به زبان عربی در سال ۲۰۰۵ میلادی، چاپ سوریه. نخستین ترجمه عربی پروتکل بزرگان صهیون اولین بار در سال ۱۹۲۰ منتشر شد.

### انتشار در سراسر جهان
این کتاب در ۲۴ فصل یا پروتکل- که گفته می‌شود خلاصه مذاکرات ملاقات‌های رهبران یهودی است- به «نقشه‌های پنهانی» یهودیان برای حکومت بر جهان از طریق دخل و تصرف در اقتصاد، کنترل رسانه‌های همگانی و دامن زدن به اختلافات مذهبی پرداخته‌است. پس از انقلاب سال ۱۹۱۷ روسیه، مهاجران ضدبلشویک «پروتکل» را به غرب آوردند. بلافاصله پس از آن، نسخه‌های آن در سراسر اروپا، ایالات متحده، آمریکای جنوبی و ژاپن توزیع شد. ترجمه عربی آن نیز نخستین‌بار در سال ۱۹۲۰ منتشر شد.
در سال ۱۹۲۰، در روزنامه هنری فورد- مرد قدرتمند صنعت اتومبیل سازی- به نام «دیربورن ایندیپندنت» مجموعه‌ای از مقالات به چاپ رسید که تا حدودی بر اساس «پروتکل» بود. کتاب یهود بین‌الملل، که این مجموعه را در خود داشت، حداقل به ۱۶ زبان ترجمه شد. آدولف هیتلر و ژوزف گوبلز - که بعدها به مقام وزارت تبلیغات نازی‌ها رسید- فورد و کتاب «یهود بین‌الملل» را می‌ستودند.
در سال ۱۹۲۱، روزنامهٔ تایمز لندن با مدرکی قانع کننده نشان داد که «پروتکل» یک «سرقت ادبی ناشیانه» است. در تایمز تأکید شده بود که بخش عمده‌ای از «پروتکل» از یک هجویه سیاسی فرانسوی به نام «گفتگوی ماکیاولی و مونتسکیو در دوزخ» نوشته موریس جولی(۱۸۶۴) کپی شده که در آن هیچ نامی از یهودیان برده نشده‌است. سایر بررسی‌ها نشان داد که یک فصل از رمان پروسی «بیاریتز» (۱۸۶۸)، اثر هرمان گودچه نیز «الهام بخش» کتاب «پروتکل» بوده‌است.
آلفرد روزنبرگ، نظریه‌پرداز حزب نازی، هیتلر را در اوایل دهه ۱۹۲۰ و هنگامی که مشغول شکل دادن به جهان‌بینی خود بود، با پروتکل آشنا کرد. هیتلر در برخی از نخستین سخنرانی‌های خود به «پروتکل» اشاره کرد و در طول زندگی خود نیز از این سخن که «بلشویست‌های یهودی» برای سلطه بر جهان دسیسه چینی می‌کنند، سود برد.
طی دهه‌های ۱۹۲۰ و ۱۹۳۰، «پروتکل بزرگان صهیون» نقشی مهم در جنگ‌افزار تبلیغاتی نازی‌ها ایفا کرد. حزب نازی دست کم ۲۳ نسخه از «پروتکل» را بین سال‌های ۱۹۱۹ و ۱۹۳۹ منتشر کرد. پس از به قدرت رسیدن نازی‌ها در سال ۱۹۳۳، در بعضی از مدارس از «پروتکل» برای شستشوی مغزی دانش‌آموزان استفاده می‌شد. ژوزف گوبلز پیش از وزارت در دولت نازی‌ها در سال ۱۹۲۴ چنین می‌نویسد: «به باور من، «پروتکل خردمندان صهیون»، اثری جعلی است ... [با این همه] من به حقیقت باطنی- و نه مبنای واقعی- آن اعتقاد دارم.»
افشای شیادی در سال ۱۹۳۵، یک دادگاه سوئیسی دو رهبر نازی را به دلیل توزیع نسخه آلمانی «پروتکل» در برن سوئیس جریمه کرد. قاضی دادگاه در طول محاکمه، «پروتکل» را «افترا آمیز»، «جعلیات بدیهی» و «مهملات مضحک» اعلام کرد.
مجلس سنای ایالات متحده با انتشار گزارشی در سال ۱۹۶۴، «پروتکل» را جعلی اعلام کرد. سنا مضمون پروتکل را «گنگ و نامفهوم» خواند و کسانی که «پروتکل» را «مانند دوره‌گردان پخش می‌کردند» برای استفاده از شیوه‌های تبلیغاتی مشابه با هیتلر مورد انتقاد قرار داد. در سال ۱۹۳۳، یک دادگاه روسی حکم داد که سازمان راست افراطی ناسیونالیست «پامیات» با انتشار «پروتکل» به عملی یهودستیزانه دست یازییده‌است.

### وضعیت فعلی

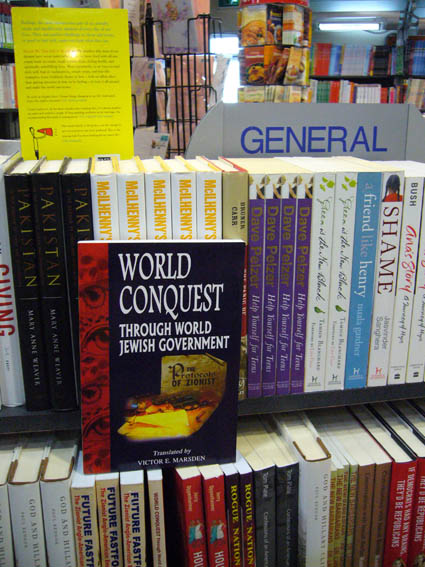
یک نسخه از این کتاب در فروشگاهی در فرودگاه بین‌المللی کوالالامپور.

بر اساس «گزارش یهود ستیزی جهانی» (۲۰۰۴) وزارت امور خارجه ایالات متحده آمریکا، «هدف آشکار پروتکل، برانگیختن تنفر از یهودیان و اسرائیل است.»
نئونازی‌ها، طرفداران برتری نژاد سفید و همچنین انکار کنندگان هولوکاست «پروتکل» را تأیید و آن را توزیع می‌کنند. کتاب‌هایی که بر اساس «پروتکل» نگاشته شده‌اند در سراسر دنیا، حتی در کشورهایی چون ژاپن که به ندرت یهودی یافت می‌شود، در دسترس قرار دارند.
بسیاری از کتاب‌های درسی در جهان عرب و اسلام، «پروتکل» را به‌عنوان حقیقت تدریس می‌کنند. تعداد بی‌شماری از سخنرانی‌های سیاسی، سر مقاله‌ها و حتی کارتون‌های کودکان از پروتکل گرفته شده‌اند. در سال ۲۰۰۲، تلویزیون دولتی مصر یک مجموعه کوتاه تلویزیونی را که طبق «پروتکل» ساخته شده بود، پخش کرد و وزارت امور خارجه ایالات متحده این عمل را محکوم کرد. سازمان فلسطینی حماس در توجیه اعمال تروریستی خود علیه شهروندان اسرائیلی تا حدودی از «پروتکل» استفاده می‌کند.
اینترنت به طرز قابل ملاحظه‌ای موجب افزایش دسترسی به «پروتکل» شده‌است. با وجود آنکه بسیاری از وب سایت‌ها جعلی بودن «پروتکل» را افشا می‌کنند، اینترنت موجب تسهیل اشاعه نفرت از یهودیان از طریق «پروتکل» شده‌است. در حال حاضر، با یک جستجوی معمولی در اینترنت می‌توان صدها هزار سایت یافت که «پروتکل» را اشاعه می‌دهند، می‌فروشند، یا آن را به بحث می‌گذارند یا اینکه ساختگی بودن آن را افشا می‌کنند.